# Qualifications à la Coupe du monde féminine de hockey sur gazon 2022
Seize équipes seront qualifiées pour la Coupe du monde féminine de hockey sur gazon 2022. Comme en 2018, chacun des champions continentaux de cinq confédérations a reçu une place automatique. Les Pays-Bas et l'Espagne en tant que pays hôtes se sont qualifiés automatiquement. De plus, les 18 nations restantes ont été déterminées par des barrages. Après le report des Jeux olympiques d'été de 2020, le quota de places disponibles dans les championnats continentaux, y compris les hôtes de la Coupe du monde, est passé de six à seize.

## Tableau
| Événement                              | Dates                  | Lieu                   | Quotas | Qualifiés                     |
| -------------------------------------- | ---------------------- | ---------------------- | ------ | ----------------------------- |
| Pays hôte                              | 8 novembre 2019        | NC                     | 2      | Pays-Bas Espagne              |
| Championnat d'Europe 2021              | 5 - 13 juin 2021       | Amsterdam              | 3      | Allemagne Belgique Angleterre |
| Tournoi de qualification européen 2021 | 21 - 24 octobre 2021   | Pise                   | 1      | Irlande                       |
| Coupe d'Afrique 2022                   | 17 - 23 janvier 2022   | Accra                  | 1      | Afrique du Sud                |
| Coupe d'Amérique 2022                  | 19 - 29 janvier 2022   | Santiago               | 3      | Argentine Chili Canada        |
| Coupe d'Asie 2022                      | 21 - 28 janvier 2022   | Mascate                | 4      | Japon Corée du Sud Inde Chine |
| Compétitions annulées,                 | Compétitions annulées, | Compétitions annulées, | 2      | Australie Nouvelle-Zélande    |
| Total                                  | Total                  | Total                  | 16     |                               |

## Euro 2021

### Équipes qualifiées
Les nations participantes se sont qualifiées sur la base de leur classement final de la compétition 2019.
| Événement                    | Dates             | Lieu    | Quotas | Qualifiés                                     |
| ---------------------------- | ----------------- | ------- | ------ | --------------------------------------------- |
| Pays hôte                    | 1er juillet 2018  | N/A     | 1      | Pays-Bas                                      |
| Championnat d'Europe 2019    | 17 - 25 août 2019 | Anvers  | 5      | Allemagne Espagne Angleterre Irlande Belgique |
| Championnat II d'Europe 2019 | 4 - 10 août 2019  | Glasgow | 2      | Écosse Italie                                 |

### Phase préliminaire

#### Poule B
| Rang | Équipe     | J | V | N | P | BP | BC | Diff | Pts | Qualification                       |
| ---- | ---------- | - | - | - | - | -- | -- | ---- | --- | ----------------------------------- |
| 1    | Allemagne  | 3 | 2 | 1 | 0 | 7  | 1  | +6   | 7   | Demi-finales et Coupe du monde 2022 |
| 2    | Belgique   | 3 | 1 | 2 | 0 | 6  | 2  | +4   | 5   | Demi-finales et Coupe du monde 2022 |
| 3    | Angleterre | 3 | 1 | 1 | 1 | 5  | 3  | +2   | 4   |                                     |
| 4    | Italie     | 3 | 0 | 0 | 3 | 0  | 12 | -12  | 0   |                                     |

Source: FIH
En cas d'égalité de points de plusieurs équipes à l'issue des matchs de poule, les critères suivants sont appliqués dans l'ordre indiqué pour établir leur classement:
1. Points de chaque équipe,
2. Matchs gagnés,
3. Différence de buts,
4. Buts pour,
5. Plus grand nombre de points obtenus dans les matchs de poule disputés entre les équipes concernées,
6. Buts marqués en plein jeu.

### Matchs pour la cinquième place
Les points obtenus au tour préliminaire contre l'autre équipe issue du même groupe seront conservés.
| Rang | Équipe     | J | V | N | P | BP | BC | Diff | Pts | Qualification       |
| ---- | ---------- | - | - | - | - | -- | -- | ---- | --- | ------------------- |
| 1    | Angleterre | 3 | 3 | 0 | 0 | 12 | 2  | +10  | 9   | Coupe du monde 2022 |
| 2    | Irlande    | 3 | 2 | 0 | 1 | 5  | 5  | 0    | 6   |                     |
| 3    | Écosse     | 3 | 1 | 0 | 2 | 4  | 5  | -1   | 3   |                     |
| 4    | Italie     | 3 | 0 | 0 | 3 | 1  | 10 | -9   | 0   |                     |

Source: FIH
En cas d'égalité de points de plusieurs équipes à l'issue des matchs de poule, les critères suivants sont appliqués dans l'ordre indiqué pour établir leur classement:
1. Points de chaque équipe,
2. Matchs gagnés,
3. Différence de buts,
4. Buts pour,
5. Plus grand nombre de points obtenus dans les matchs de poule disputés entre les équipes concernées,
6. Buts marqués en plein jeu.

### Classement final
| Rang               | Équipe     | J | V | N | P | BP | BC | Diff | Pts | Qualification       |
| ------------------ | ---------- | - | - | - | - | -- | -- | ---- | --- | ------------------- |
| Médaille d'argent  | Allemagne  | 5 | 3 | 1 | 1 | 11 | 4  | +7   | 10  | Coupe du monde 2022 |
| Médaille de bronze | Belgique   | 5 | 2 | 2 | 1 | 10 | 6  | +4   | 8   | Coupe du monde 2022 |
| 5                  | Angleterre | 5 | 3 | 1 | 1 | 13 | 5  | +8   | 10  | Coupe du monde 2022 |
| 6                  | Irlande    | 5 | 2 | 0 | 3 | 6  | 10 | -4   | 6   |                     |
| 7                  | Écosse     | 5 | 1 | 0 | 4 | 5  | 19 | -14  | 3   |                     |
| 8                  | Italie     | 5 | 0 | 0 | 5 | 1  | 18 | -17  | 0   |                     |

## Tournoi de qualification européen 2021

### Équipes qualifiées
Le pays hôte, les deux dernières équipes du Championnat d'Europe 2021 et les 5 meilleures du Championnat II d'Europe 2021 participeront au tournoi.
| Événement                    | Dates             | Lieu      | Quotas | Qualifiés                                        |
| ---------------------------- | ----------------- | --------- | ------ | ------------------------------------------------ |
| Pays hôte                    | 14 juillet 2021   | NC        | 1      | Italie                                           |
| Championnat d'Europe 2021    | 5 - 13 juin 2021  | Amsterdam | 2      | Irlande Écosse                                   |
| Championnat II d'Europe 2021 | 15 - 21 août 2021 | Prague    | 5      | Biélorussie France Pologne Pays de Galles Russie |

### Phase finale
|  | Quarts de finale    | Quarts de finale    |              |       | Demi-finales | Demi-finales |  |  | Finale | Finale |
|  | Quarts de finale    | Quarts de finale    |              |       | Demi-finales | Demi-finales |  |  | Finale | Finale |
|  |                     |                     |              |       |              |              |  |  |        |        |
|  |                     |                     |              |       |              |              |  |  |        |        |
|  |                     |                     |              |       |              |              |  |  |        |        |
|  | Italie (17)         | 0                   |              |       |              |              |  |  |        |        |
|  | Italie (17)         | 0                   |              |       |              |              |  |  |        |        |
|  | Pays de Galles (25) | 1                   |              |       |              |              |  |  |        |        |
|  | Pays de Galles (25) | 1                   | Écosse (18)  | 0 (1) |              |              |  |  |        |        |
|  |                     |                     | Écosse (18)  | 0 (1) |              |              |  |  |        |        |
|  |                     | Pays de Galles (24) | 0 (3)        |       |              |              |  |  |        |        |
|  | Écosse (19)         | Pays de Galles (24) | 0 (3)        | 3     |              |              |  |  |        |        |
|  | Écosse (19)         |                     |              | 3     |              |              |  |  |        |        |
|  | Pologne (23)        | 0                   |              |       |              |              |  |  |        |        |
|  | Pologne (23)        | 0                   | Irlande (12) | 2     |              |              |  |  |        |        |
|  |                     |                     | Irlande (12) | 2     |              |              |  |  |        |        |
|  |                     | Pays de Galles (23) | 1            |       |              |              |  |  |        |        |
|  | Irlande (12)        | Pays de Galles (23) | 1            | 4     |              |              |  |  |        |        |
|  | Irlande (12)        |                     |              | 4     |              |              |  |  |        |        |
|  | France (27)         | 1                   |              |       |              |              |  |  |        |        |
|  | France (27)         | 1                   | Irlande (12) | 3     |              |              |  |  |        |        |
|  |                     |                     | Irlande (12) | 3     |              |              |  |  |        |        |
|  |                     | Biélorussie (17)    | 2            |       |              |              |  |  |        |        |
|  | Russie (20)         | Biélorussie (17)    | 2            | 1     |              |              |  |  |        |        |
|  | Russie (20)         |                     |              | 1     |              |              |  |  |        |        |
|  | Biélorussie (21)    | 7                   |              |       |              |              |  |  |        |        |
|  | Biélorussie (21)    | 7                   |              |       |              |              |  |  |        |        |

### Classement final
| Rang               | Équipe         | J | V | N | P | BP | BC | Diff | Pts | Qualification       |
| ------------------ | -------------- | - | - | - | - | -- | -- | ---- | --- | ------------------- |
| Médaille d'or      | Irlande        | 3 | 3 | 0 | 0 | 9  | 4  | +5   | 9   | Coupe du monde 2022 |
| Médaille d'argent  | Pays de Galles | 3 | 1 | 1 | 1 | 2  | 2  | 0    | 4   |                     |
| Médaille de bronze | Écosse         | 3 | 2 | 1 | 0 | 5  | 1  | +4   | 7   |                     |
| 4                  | Biélorussie    | 3 | 1 | 0 | 2 | 10 | 6  | +4   | 3   |                     |
| 5                  | Italie         | 3 | 1 | 1 | 1 | 4  | 3  | +1   | 4   |                     |
| 6                  | Russie         | 3 | 1 | 1 | 1 | 6  | 11 | -5   | 4   |                     |
| 7                  | France         | 3 | 1 | 0 | 2 | 7  | 9  | -2   | 3   |                     |
| 8                  | Pologne        | 3 | 0 | 0 | 3 | 2  | 9  | -7   | 0   |                     |

## Coupe d'Afrique 2022

### Équipes qualifiées
Les deux équipes les mieux classées dans le classement mondial se qualifient directement pour le tournoi tandis que les autres équipes doivent jouer dans les éliminatoires régionaux. Les deux meilleures équipes de chacune des qualifications régionales se qualifient pour le tournoi. Les trois régions sont l'Afrique du Nord-Est, l'Afrique du Nord-Ouest et l'Afrique centrale du Sud,.
| Événement             | Dates | Lieu | Quotas | Qualifiés                                     |
| --------------------- | ----- | ---- | ------ | --------------------------------------------- |
| Pays hôte             | NC    | NC   | 1      | Ghana                                         |
| Classement mondial    | NC    | NC   | 1      | Afrique du Sud                                |
| Compétitions annulées | NC    | NC   | 6      | Nigeria Kenya Namibie Zimbabwe Zambie Ouganda |

### Premier tour

#### Poule A
| Rang | Équipe         | J | V | N | D | BP | BC | Diff | Pts | Qualification |
| ---- | -------------- | - | - | - | - | -- | -- | ---- | --- | ------------- |
| 1    | Afrique du Sud | 3 | 3 | 0 | 0 | 19 | 0  | +19  | 9   | Demi-finales  |
| 2    | Zimbabwe       | 3 | 1 | 1 | 1 | 6  | 4  | +2   | 4   | Demi-finales  |
| 3    | Namibie        | 3 | 1 | 1 | 1 | 4  | 7  | -3   | 4   |               |
| 4    | Ouganda        | 3 | 0 | 0 | 3 | 0  | 18 | -18  | 0   |               |

Source: FIH
En cas d'égalité de points de plusieurs équipes à l'issue des matchs de poule, les critères suivants sont appliqués dans l'ordre indiqué pour établir leur classement:
1. Points de chaque équipe,
2. Matchs gagnés,
3. Différence de buts,
4. Buts pour,
5. Plus grand nombre de points obtenus dans les matchs de poule disputés entre les équipes concernées,
6. Buts marqués en plein jeu.

#### Poule B
| Rang | Équipe  | J | V | N | D | BP | BC | Diff | Pts | Qualification |
| ---- | ------- | - | - | - | - | -- | -- | ---- | --- | ------------- |
| 1    | Ghana   | 3 | 2 | 1 | 0 | 11 | 2  | +9   | 7   | Demi-finales  |
| 2    | Kenya   | 3 | 2 | 0 | 1 | 5  | 6  | -1   | 6   | Demi-finales  |
| 3    | Nigeria | 3 | 1 | 1 | 1 | 5  | 5  | 0    | 4   |               |
| 4    | Zambie  | 3 | 0 | 0 | 3 | 1  | 9  | -8   | 0   |               |

Source: FIH
En cas d'égalité de points de plusieurs équipes à l'issue des matchs de poule, les critères suivants sont appliqués dans l'ordre indiqué pour établir leur classement:
1. Points de chaque équipe,
2. Matchs gagnés,
3. Différence de buts,
4. Buts pour,
5. Plus grand nombre de points obtenus dans les matchs de poule disputés entre les équipes concernées,
6. Buts marqués en plein jeu.

### Tour final
|  | Demi-finales        | Demi-finales        |            |   | Finale | Finale |
|  | Demi-finales        | Demi-finales        |            |   | Finale | Finale |
|  |                     |                     |            |   |        |        |
|  |                     |                     |            |   |        |        |
|  |                     |                     |            |   |        |        |
|  | Ghana (29)          | 2                   |            |   |        |        |
|  | Ghana (29)          | 2                   |            |   |        |        |
|  | Zimbabwe (40)       | 1                   |            |   |        |        |
|  | Zimbabwe (40)       | 1                   | Ghana (29) | 1 |        |        |
|  |                     |                     | Ghana (29) | 1 |        |        |
|  |                     | Afrique du Sud (16) | 3          |   |        |        |
|  | Afrique du Sud (16) | Afrique du Sud (16) | 3          | 4 |        |        |
|  | Afrique du Sud (16) |                     |            | 4 |        |        |
|  | Kenya (35)          | 0                   |            |   |        |        |
|  | Kenya (35)          | 0                   |            |   |        |        |

### Classement final
| Rang               | Équipe         | J | V | N | D | BP | BC | Diff | Pts | Qualification       |
| ------------------ | -------------- | - | - | - | - | -- | -- | ---- | --- | ------------------- |
| Médaille d'or      | Afrique du Sud | 5 | 5 | 0 | 0 | 26 | 1  | +25  | 15  | Coupe du monde 2022 |
| Médaille d'argent  | Ghana          | 5 | 3 | 1 | 1 | 14 | 6  | +8   | 10  |                     |
| Médaille de bronze | Kenya          | 5 | 2 | 1 | 2 | 5  | 10 | -5   | 7   |                     |
| 4                  | Zimbabwe       | 5 | 1 | 2 | 2 | 7  | 6  | +1   | 5   |                     |
| 5                  | Nigeria        | 5 | 3 | 1 | 1 | 10 | 5  | +5   | 10  |                     |
| 6                  | Namibie        | 5 | 1 | 2 | 2 | 6  | 10 | -4   | 5   |                     |
| 7                  | Zambie         | 5 | 1 | 1 | 3 | 5  | 12 | -7   | 4   |                     |
| 8                  | Ouganda        | 5 | 0 | 0 | 5 | 1  | 24 | -23  | 0   |                     |

## Coupe d'Amérique 2022

### Équipes qualifiées
Le pays hôte, les cinq meilleures équipes de la précédente Coupe d'Amérique et les deux finalistes du Challenge d'Amérique 2021 se qualifieront pour le tournoi.
| Événement                 | Dates                         | Lieu      | Quotas | Qualifiés                           |
| ------------------------- | ----------------------------- | --------- | ------ | ----------------------------------- |
| Pays hôte                 | NC                            | NC        | 1      | Chili                               |
| Coupe d'Amérique 2017     | 4 - 12 août 2017              | Lancaster | 4      | Argentine États-Unis Canada Uruguay |
| Challenge d'Amérique 2021 | 26 septembre - 2 octobre 2021 | Lima      | 2      | Pérou Trinité-et-Tobago             |

### Phase préliminaire

#### Poule A
| Rang | Équipe    | J | V | N | D | BP | BC | Diff | Pts | Qualification    |
| ---- | --------- | - | - | - | - | -- | -- | ---- | --- | ---------------- |
| 1    | Argentine | 2 | 2 | 0 | 0 | 14 | 0  | +14  | 6   | Demi-finales     |
| 2    | Chili     | 2 | 1 | 0 | 1 | 4  | 4  | 0    | 3   | Quarts de finale |
| 3    | Uruguay   | 2 | 0 | 0 | 2 | 0  | 14 | -14  | 0   | Quarts de finale |

Source: FIH
En cas d'égalité de points de plusieurs équipes à l'issue des matchs de poule, les critères suivants sont appliqués dans l'ordre indiqué pour établir leur classement:
1. Points de chaque équipe,
2. Matchs gagnés,
3. Différence de buts,
4. Buts pour,
5. Plus grand nombre de points obtenus dans les matchs de poule disputés entre les équipes concernées,
6. Buts marqués en plein jeu.

#### Poule B
| Rang | Équipe            | J | V | N | D | BP | BC | Diff | Pts | Qualification    |
| ---- | ----------------- | - | - | - | - | -- | -- | ---- | --- | ---------------- |
| 1    | États-Unis        | 3 | 3 | 0 | 0 | 39 | 1  | +38  | 9   | Demi-finales     |
| 2    | Canada            | 3 | 2 | 0 | 1 | 28 | 3  | +25  | 6   | Quarts de finale |
| 3    | Trinité-et-Tobago | 3 | 1 | 0 | 2 | 2  | 29 | -27  | 3   | Quarts de finale |
| 4    | Pérou             | 3 | 0 | 0 | 3 | 0  | 36 | -36  | 0   |                  |

Source: FIH
En cas d'égalité de points de plusieurs équipes à l'issue des matchs de poule, les critères suivants sont appliqués dans l'ordre indiqué pour établir leur classement:
1. Points de chaque équipe,
2. Matchs gagnés,
3. Différence de buts,
4. Buts pour,
5. Plus grand nombre de points obtenus dans les matchs de poule disputés entre les équipes concernées,
6. Buts marqués en plein jeu.

### Tableau final
|  | Quarts de finale | Quarts de finale |                        |                        | Demi-finales | Demi-finales |  |  | Finale | Finale |
|  | Quarts de finale | Quarts de finale |                        |                        | Demi-finales | Demi-finales |  |  | Finale | Finale |
|  |                  |                  |                        |                        |              |              |  |  |        |        |
|  |                  |                  |                        |                        |              |              |  |  |        |        |
|  |                  |                  |                        |                        |              |              |  |  |        |        |
|  | Chili (17)       | 1 (2)            |                        |                        |              |              |  |  |        |        |
|  | Chili (17)       | 1 (2)            | Chili (18)             | 11                     |              |              |  |  |        |        |
|  | États-Unis (15)  | 1 (0)            | Chili (18)             | 11                     |              |              |  |  |        |        |
|  | États-Unis (15)  | 1 (0)            | Trinité-et-Tobago (38) | 0                      |              |              |  |  |        |        |
|  |                  |                  | Trinité-et-Tobago (38) | 0                      | Chili (17)   | 2            |  |  |        |        |
|  |                  |                  |                        |                        | Chili (17)   | 2            |  |  |        |        |
|  |                  | Argentine (3)    | 4                      |                        |              |              |  |  |        |        |
|  | Canada (14)      | Argentine (3)    | 4                      | 1 (3)                  |              |              |  |  |        |        |
|  | Canada (14)      | Argentine (3)    | 3                      | 1 (3)                  |              |              |  |  |        |        |
|  | Uruguay (26)     | Argentine (3)    | 3                      | 1 (0)                  |              |              |  |  |        |        |
|  | Uruguay (26)     | Canada (14)      | 0                      | 1 (0)                  |              |              |  |  |        |        |
|  |                  | Canada (14)      | 0                      | Match pour la 3e place |              |              |  |  |        |        |
|  |                  |                  |                        |                        |              |              |  |  |        |        |
|  |                  |                  |                        |                        |              |              |  |  |        |        |
|  |                  |                  |                        |                        |              |              |  |  |        |        |
|  | Canada (14)      | 1                |                        |                        |              |              |  |  |        |        |
|  | Canada (14)      | 1                |                        |                        |              |              |  |  |        |        |
|  | États-Unis (15)  | 0                |                        |                        |              |              |  |  |        |        |
|  | États-Unis (15)  | 0                |                        |                        |              |              |  |  |        |        |

### Classement final
| Rang               | Équipe            | J | V | N | P | BP | BC | Diff | Pts | Qualification       |
| ------------------ | ----------------- | - | - | - | - | -- | -- | ---- | --- | ------------------- |
| Médaille d'or      | Argentine         | 4 | 4 | 0 | 0 | 21 | 2  | +19  | 12  | Coupe du monde 2022 |
| Médaille d'argent  | Chili             | 5 | 2 | 1 | 2 | 18 | 9  | +9   | 7   | Coupe du monde 2022 |
| Médaille de bronze | Canada            | 6 | 3 | 1 | 2 | 30 | 7  | +23  | 10  | Coupe du monde 2022 |
| 4                  | États-Unis        | 5 | 3 | 1 | 1 | 40 | 3  | +37  | 10  |                     |
| 5                  | Uruguay           | 4 | 1 | 1 | 2 | 6  | 15 | -9   | 4   |                     |
| 6                  | Trinité-et-Tobago | 5 | 1 | 0 | 4 | 2  | 45 | -43  | 3   |                     |
| 7                  | Pérou             | 3 | 0 | 0 | 3 | 0  | 36 | -36  | 0   |                     |

## Coupe d'Asie 2022

### Équipes qualifiées
Les huit équipes suivantes participeront au tournoi.
- Inde
- Chine
- Corée du Sud
- Japon
- Malaisie
- Thaïlande
- Singapour
- Indonésie

### Premier tour

#### Poule A
| Rang | Équipe    | J | V | N | D | BP | BC | Diff | Pts | Qualification                       |
| ---- | --------- | - | - | - | - | -- | -- | ---- | --- | ----------------------------------- |
| 1    | Japon     | 3 | 3 | 0 | 0 | 16 | 0  | +16  | 9   | Demi-finales et Coupe du monde 2022 |
| 2    | Inde      | 3 | 2 | 0 | 1 | 18 | 3  | +15  | 6   | Demi-finales et Coupe du monde 2022 |
| 3    | Malaisie  | 3 | 1 | 0 | 2 | 2  | 17 | -15  | 3   |                                     |
| 4    | Singapour | 3 | 0 | 0 | 3 | 1  | 17 | -16  | 0   |                                     |

Source: FIH
En cas d'égalité de points de plusieurs équipes à l'issue des matchs de poule, les critères suivants sont appliqués dans l'ordre indiqué pour établir leur classement:
1. Points de chaque équipe,
2. Matchs gagnés,
3. Différence de buts,
4. Buts pour,
5. Plus grand nombre de points obtenus dans les matchs de poule disputés entre les équipes concernées,
6. Buts marqués en plein jeu.

#### Poule B
| Rang | Équipe       | J | V | N | D | BP | BC | Diff | Pts | Qualification                       |
| ---- | ------------ | - | - | - | - | -- | -- | ---- | --- | ----------------------------------- |
| 1    | Corée du Sud | 3 | 3 | 0 | 0 | 17 | 0  | +17  | 9   | Demi-finales et Coupe du monde 2022 |
| 2    | Chine        | 3 | 2 | 0 | 1 | 13 | 5  | +8   | 6   | Demi-finales et Coupe du monde 2022 |
| 3    | Thaïlande    | 3 | 1 | 0 | 2 | 5  | 12 | -7   | 3   |                                     |
| 4    | Indonésie    | 3 | 0 | 0 | 3 | 0  | 18 | -18  | 0   |                                     |

Source: FIH
En cas d'égalité de points de plusieurs équipes à l'issue des matchs de poule, les critères suivants sont appliqués dans l'ordre indiqué pour établir leur classement:
1. Points de chaque équipe,
2. Matchs gagnés,
3. Différence de buts,
4. Buts pour,
5. Plus grand nombre de points obtenus dans les matchs de poule disputés entre les équipes concernées,
6. Buts marqués en plein jeu.

### Classement final
| Rang               | Équipe       | J | V | N | P | BP | BC | Diff | Pts | Qualification       |
| ------------------ | ------------ | - | - | - | - | -- | -- | ---- | --- | ------------------- |
| Médaille d'or      | Japon        | 5 | 5 | 0 | 0 | 22 | 3  | +19  | 15  | Coupe du monde 2022 |
| Médaille d'argent  | Corée du Sud | 5 | 4 | 0 | 1 | 22 | 6  | +16  | 12  | Coupe du monde 2022 |
| Médaille de bronze | Inde         | 5 | 3 | 0 | 2 | 22 | 6  | +16  | 9   | Coupe du monde 2022 |
| 4                  | Chine        | 5 | 2 | 0 | 3 | 14 | 9  | +5   | 6   | Coupe du monde 2022 |
| 5                  | Malaisie     | 5 | 3 | 0 | 2 | 11 | 17 | -6   | 9   |                     |
| 6                  | Thaïlande    | 5 | 2 | 0 | 3 | 6  | 15 | -9   | 6   |                     |
| 7                  | Singapour    | 5 | 1 | 0 | 4 | 3  | 19 | -16  | 3   |                     |
| 8                  | Indonésie    | 5 | 0 | 0 | 5 | 1  | 26 | -25  | 0   |                     |